# Taramosalata

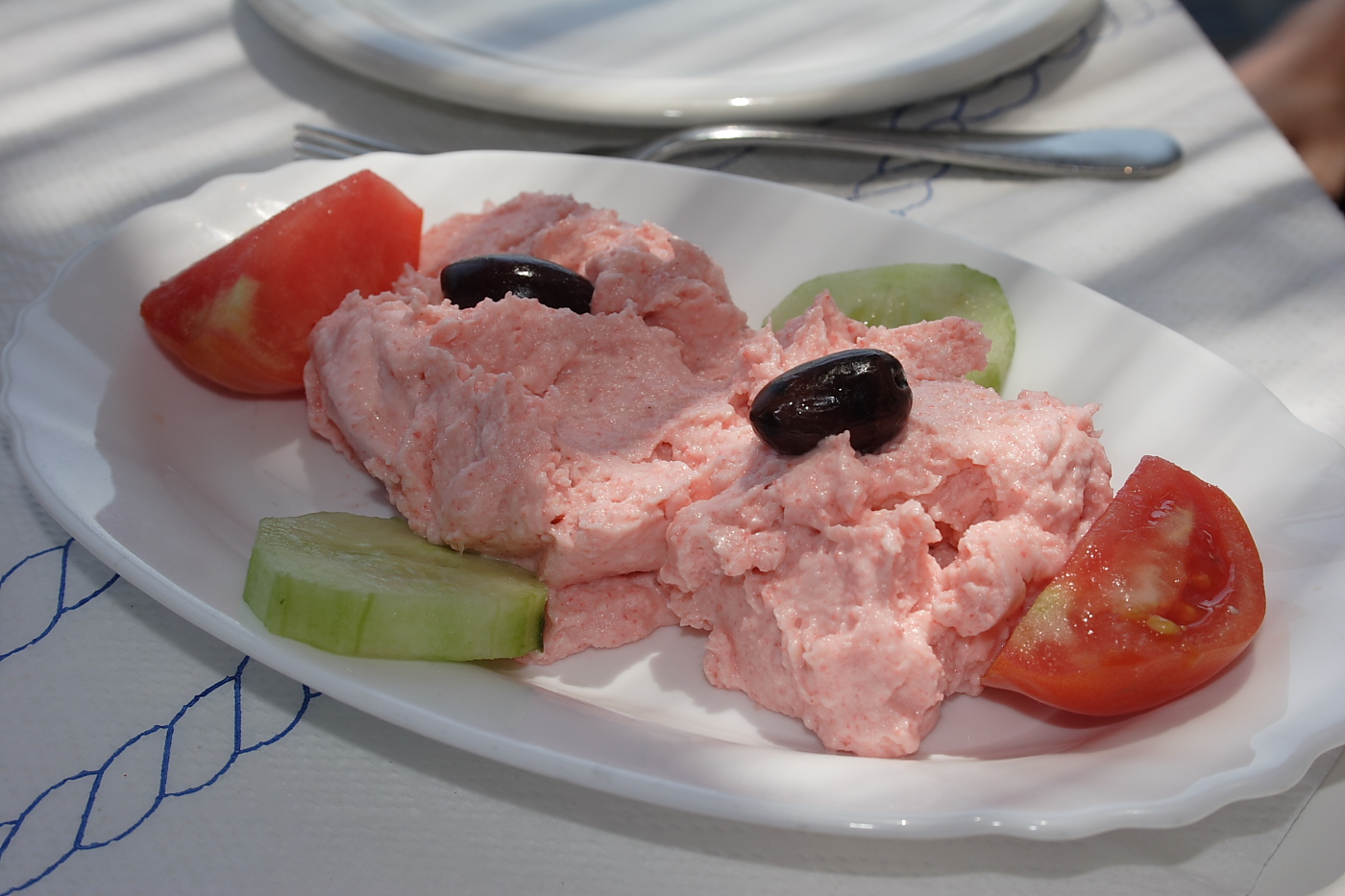
Taramosalata.

La taramosalata o taramasalata (en griego ταραμοσαλάτα) o tarama (en turco) es un puré cremoso hecho con una emulsión de pasta de huevas de pescado en salmuera. Es un plato típico de las cocinas griega y turca y forma parte de los meze.

## Ingredientes y consumo
La ensalada de tarama, o taramosalata en griego, se elabora con tarama, que son huevas en salazón y ahumadas de mujol o lisa, carpa, arenque, bacalao, caballa o jurel. Las huevas se emulsionan con miga de pan, jugo de limón, jugo de cebolla, aceite de oliva y a veces ajo y pimienta, como para hacer una mahonesa.
El color depende del tipo de huevas empleadas y puede ir desde el beige hasta el rosado, pero las taramosalatas industriales suelen ser de color rosa por la adición de colorantes.
Suele comerse untada en una rebanada de pan o un blini, y puede acompañarse de tomate, pepino y aceitunas.
En Francia es muy popular,[cita requerida] pero nunca se prepara en casa, sino que se compra preparada industrialmente, por lo que suele llevar crema de leche, puré de papas e incluso gelatina para que resulte más consistente.[cita requerida]